# Dobrowolne podporządkowanie się prowincji
Dobrowolne podporządkowanie się prowincji – obraz włoskiego malarza Jacopa Tintoretta.
Obraz został namalowany dla Pałacu Dożów do Sali del Maggior Consiglio (Sali Wielkich Narad). Po pożarze sali w 1577 roku, gdy spłonęły wszystkie dzieła sztuki i cenne meble gromadzone od XIV wieku, postanowiono zrekonstruować salę. Pod rzeźbionym stropem wykonanym na podstawie projektu Cristofora Sortego, na ścianach przedstawiono wizerunki 76 pierwszych dożów Wenecji, a na suficie nad portretami umieszczono ich herby. Pozostała część sufitowa została zapełniona 35 malowidłami sławiącymi państwo weneckie przy czym dzieła boczne przedstawiają czyny wenecjan a środkowe ich rezultaty.
Na środku sufitu umieszczono dzieło Tintoretta. Jest to alegoria poddania się którejś z weneckich prowincji wraz z jej chorągwiami wojennymi i skarbami. Na szczycie schodów stoi doża Nicolo da Ponte wraz ze swoją świtą i członkami rządu. Poniżej na różnych poziomach widać pochód niosący różne dary. Scena rozgrywa się na tle zarysu Bazyliki św. Marka. W górze wśród chmur znajduje kobieta w błękitnej szacie – personifikacja Wenecji a obok niej lew, symbol św. Marka. Zwierzę trzyma w pysku laur zwycięstwa, który przekazuje kobiecie, a ta wykonuje gest jakby chciała przekazać go doży, który spogląda ma ku niej podniesioną głowę.